# 叢蚊簇蟲
叢蚊簇蟲（学名：Ascogregarina armigerei）为衣孢蟲科簇蟲屬下的一个种。